# Joe Morolong
Joe Morolong (dawniej Moshaweng) – gmina w Republice Południowej Afryki, w Prowincji Przylądkowej Północnej, w dystrykcie John Taolo Gaetsewe. Siedzibą administracyjną gminy jest Mothibistad.